# Mauléon-d'Armagnac
Mauléon-d'Armagnac is een gemeente in het Franse departement Gers (regio Occitanie) en telt 287 inwoners (2005). De plaats maakt deel uit van het arrondissement Condom.

## Geografie
De oppervlakte van Mauléon-d'Armagnac bedraagt 34,6 km², de bevolkingsdichtheid is 8,3 inwoners per km².
De onderstaande kaart toont de ligging van Mauléon-d'Armagnac met de belangrijkste infrastructuur en aangrenzende gemeenten.

## Demografie
Onderstaande figuur toont het verloop van het inwonertal (bron: INSEE-tellingen).